# Dywizja Włościańska
Dywizja Włościańska – dywizja Armii Czynnej Ukraińskiej Republiki Ludowej, utworzona w drugiej połowie 1918.
Była praktycznie zlepkiem wielu oddziałów powstańczych, dowodził nią Matwij Hryhorjew (Grigorjew). W marcu 1919 dywizja przeszła na stronę bolszewików, odcinając Ukraińską Republikę Ludową od Morza Czarnego i oskrzydlając Armię URL od południa (operacja odesko-mikołajowska). W maju tego samego roku Grigorjew zbuntował się przeciwko bolszewikom. 
Dywizja ta wykazała się szczególnym okrucieństwem w pogromach Żydów. 

## Literatura
- Jacek Legieć, Armia Ukraińskiej Republiki Ludowej w wojnie polsko-ukraińsko-bolszewickiej w 1920 r., Toruń 2002, ISBN 83-7322-053-4